# Johann Georg Bürgy
Johann Georg Bürgy (né le 25 juillet 1771 à Bad Homburg vor der Höhe et mort le 27 octobre 1841 à Giessen) est un facteur d'orgue allemand de la région de Mittelhessen.

## Biographie
Johann Georg est le septième fils du célèbre facteur Johann Conrad Bürgy. Avec son frère Philipp Heinrich d'abord puis tout seul plus tard, il crée un atelier de fabrication d'orgue. 

## Réalisations
Le style uniforme des buffets est caractéristique des orgues des frères Bürgy.
| Année     | Lieu               | Bâtiment                        | Photo | Clavier | Registre | Remarques |
| --------- | ------------------ | ------------------------------- | ----- | ------- | -------- | --- |
| 1806      | Groß-Karben        | Église évangélique              |       |         |          | L'instrument a été construit avec son frère Philipp Heinrich. Après un vaste chantier de reconstruction en 2000, l'orgue possède maintenant 12 registres, dont deux au pédalier. |
| 1808      | Leun               | Église évangélique              |       | I       | 13       | → Orgue de l'église évangélique de Leun. L'orgue a été commandé en 1806 à Leun. On sait peu de chose sur l'orgue qui était en place auparavant. L'instrument a été commandité par un bourgeois de Leun qui avait fait fortune à Londres de façon inattendue. L'orgue comporte 13 registres sur un clavier et un pédalier. Les deux « Zungenregister » originaux (trompette 8′ et trombone 16′) étaient détruits mais ont cependant été reconstruits grâce à un important effort financier de la population de Leun en 2008. |
| 1816      | Beselich-Schupbach | Église évangélique              |       |         |          | |
| 1820      | Lich-Birklar       | Église évangélique              |       |         |          | |
| 1822      | Leun-Biskirchen    | Église évangélique              |       |         |          | L'orgue a été vendu à Daubhausen où elle se trouve toujours dans l'église évangélique. |
| 1830–1834 | Langgöns-Oberkleen | Église évangélique Saint-Michel |       | II/P    | 10       | Largement conservé; ultérieurement agrandi en deux registres à II/P/12. |

## Source
- Martin Balz : Bürgy, Familie. In Musik in Geschichte und Gegenwart 2. Personenteil Band 3, Bärenreiter/Metzler, Kassel/Stuttgart 2000, S. Sp. 1296–1298.